# Jean-Denis Combrexelle
Jean-Denis Combrexelle, né le 26 novembre 1953 en Meurthe-et-Moselle, est un haut fonctionnaire français, membre du Conseil d'État.
Il exerce les fonctions de directeur général du Travail pendant treize ans, avant d'être nommé président de la section sociale du Conseil d'État, puis président de la section du contentieux du Conseil d'État.
Il est notamment connu pour sa contribution aux évolutions contemporaines du droit du travail, en particulier à travers le rapport Combrexelle de 2015 sur la négociation collective.
Entre le 17 juillet 2023 et le 11 janvier 2024, il occupe les fonctions de directeur de cabinet de la Première ministre, Élisabeth Borne.

## Biographie

### Jeunesse et formation
Fils d'Huguette Hartz-Combrexelle (aide-infirmière aux établissements Bouyer à Tomblaine) et de Roger Combrexelle (préposé aux PTT), Jean-Denis Combrexelle est né le 26 novembre 1953 en Meurthe-et-Moselle,. Il a passé son enfance au Haut-du-Lièvre, un quartier populaire de Nancy.
Il obtient une licence en droit public en 1976 à l'université Nancy-II.

### Débuts professionnels
Il réussit le concours d'attaché d'administration centrale en 1977. Il occupe les fonctions d'attaché au ministère de l'Industrie. Il devient ensuite conseiller au Tribunal administratif de Paris, puis référendaire à la Cour de justice des Communautés européennes.
Il est nommé au tour extérieur maître des requêtes au Conseil d'État en 1994. Il occupe les fonctions de directeur adjoint de la direction des affaires civiles et du sceaux au tournant des années 2000.

### Directeur général du Travail
Il exerce les fonctions de directeur général du travail, au ministère du Travail et de l'Emploi pendant treize ans, de 2001 à 2014.
C'est à ce titre que, en 2008, il dirige la recodification du droit du travail sous le ministère de Xavier Bertrand. Cette recodification constitue une nouvelle présentation des règles du droit du travail au sein d'un nouveau code du travail, dans le but de renforcer l'accessibilité et l'intelligibilité du droit. En particulier, le nombre d'articles est multiplié par rapport à la version de 1973 pour obéir à la nouvelle contrainte « une idée par article »,.
Il pilote la mise en œuvre de la réforme de la représentativité syndicale de 2008. Il rédige un rapport sur la réforme de la représentativité patronale, dont les principes seront repris dans la loi du 5 mars 2014.
Il contribue déjà au sein du ministère du Travail à une « politique du travail » qui vise à renforcer le rôle de la négociation collective,.
Depuis 2011, il est professeur associé au sein du département de droit social de l'École de droit de la Sorbonne (université Paris 1 Panthéon - Sorbonne).

### Président de la section sociale du Conseil d'État
De 2014 à 2018, il est président de la section sociale au Conseil d’État.
En 2014, il est chargé d'organiser et d’animer la concertation sur le statut d’intermittent,.
Le 9 septembre 2015, il remet un rapport au Premier ministre Manuel Valls sur la réforme du code du travail. Ce rapport, dit rapport Combrexelle, propose de rééquilibrer les rôles respectifs de la loi et la négociation collective en donnant une plus large place à cette dernière et plus particulièrement à l'accord d'entreprise. C'est ce rapport qui inspire notamment la loi El Khomri.

### Président de la section du contentieux du Conseil d'État
En mai 2018, il devient président de la section du contentieux. Pendant son mandat, il s’attache plus particulièrement aux questions d’organisation de la section et à l’évolution de la jurisprudence pour prendre en compte les nouvelles formes d’action de l’administration.
En 2020, il organise la section et crée une « task force » pour faire face aux multiples recours en référé formés devant le Conseil d’État dans le cadre de la crise sanitaire.
En janvier 2021, à la fin de son mandat, il préside le comité chargé de proposer au gouvernement une nouvelle composition du Conseil économique social et environnemental à la suite de la réforme née de la loi du 15 janvier 2021.

### Directeur de cabinet de la Première ministre
Le 17 juillet 2023, il est nommé directeur de cabinet de la Première ministre, Élisabeth Borne. Emmanuel Moulin lui succède à ce poste en janvier 2024.
Il est membre du Club des juristes,, un cercle de réflexion présidé par Nicole Belloubet.

## Détail des fonctions

### Carrière
- 1978 - 1982 : attaché d'administration centrale au ministère de l'Industrie
- 1982 - 1989 : conseiller au tribunal administratif de Lyon
- 1989 - 1993 : référendaire à la Cour de justice des Communautés européennes auprès du juge Fernand Grévisse
- 1993 - 1994 : conseiller au tribunal administratif de Paris
- 1994 : maître des requêtes au Conseil d'État (nomination au tour extérieur)
- 1995 - 1999 : commissaire du gouvernement auprès des formations contentieuses du Conseil d'État
- 1997 - 1998 : rapporteur général de la commission des simplifications administratives
- 1999 - 2001 : directeur adjoint de la direction des Affaires civiles et du Sceau
- 2001 - 2006 : directeur des relations du Travail au ministère du Travail et de l'Emploi
- 2006 - 2014 : directeur général du Travail au ministère du Travail et de l'Emploi[27]
- mars 2014 : retour au Conseil d'État[28]
- novembre 2014 - mai 2018 : président de la section sociale du Conseil d'État[29].
- mai 2018 - janvier 2021: président de la Section du contentieux du Conseil d'État[20]
- janvier 2021 - mai 2022 : président adjoint de la section de l'intérieur du Conseil d'État
- mai 2022 - juillet 2023 : directeur de cabinet d'Éric Dupond-Moretti, ministre de la Justice
- juillet 2023 - janvier 2024 : directeur de cabinet de la Première ministre[30]

### Enseignement
- 1985 - 1988 : chargé de cours d'urbanisme au Conservatoire national des arts et métiers (Lyon) et intervenant à l'Institut régional d'administration (IRA de Lyon)
- 2009 - 2013 : intervenant à l'École nationale de l'administration (sessions pour les sous-directeurs et directeurs d'administration centrale)
- depuis 2011 : professeur associé à l'École de droit de la Sorbonne (université Paris 1 Panthéon - Sorbonne).

## Décorations
Le 15 novembre 1999, il est nommé au grade de chevalier dans l'ordre national du Mérite au titre de « maître des requêtes au Conseil d'État ; 22 ans de services civils et militaires » puis fait chevalier le 23 mai 2000. Il est promu au grade d'officier le 13 mai 2011 au titre de « directeur général du travail au ministère ».
Le 31 décembre 2006, Jean-Denis Combrexelle est nommé au grade de chevalier dans l'ordre national de la Légion d'honneur au titre de « maître des requêtes au Conseil d'État, directeur général du travail au ministère de l'emploi, de la cohésion sociale et du logement ; 30 ans de services civils et militaires » puis fait chevalier le 3 avril 2007. Il est promu au grade d'officier le 25 mars 2016 au titre de « président de la section sociale du Conseil d'État ». Il est fait officier le 26 octobre 2016. Il est promu au grade de commandeur le 31 décembre 2021 au titre de « conseiller d'État, ancien président de la section du contentieux du Conseil d'État ».
En 2012, en tant que membre du comité de la médaille d'honneur de la santé et des affaires sociales, il est titulaire de la médaille d'honneur de la santé et des affaires sociales,, et en 2015, il est nommé officier de l'ordre des Arts et des Lettres.

## Publications
- Droit pratique de l'urbanisme (D. Chabanol et J.-D. Combrexelle - 1988)  (ISBN 9782717814330).
- Le conseiller municipal (D. Chabanol et J.-D. Combrexelle - 1989)[39]  (ISBN 9782711108718).
- La réforme de la représentativité patronale (J.-D. Combrexelle - 2014)[40]  (ISBN 9782110096814).
- La négociation collective, le travail et l'emploi (J.-D. Combrexelle - 2015).
- Les normes à l’assaut de la démocratie, éditions Odile Jacob (2024).